# Duitse executies in Gent tijdens de Eerste Wereldoorlog

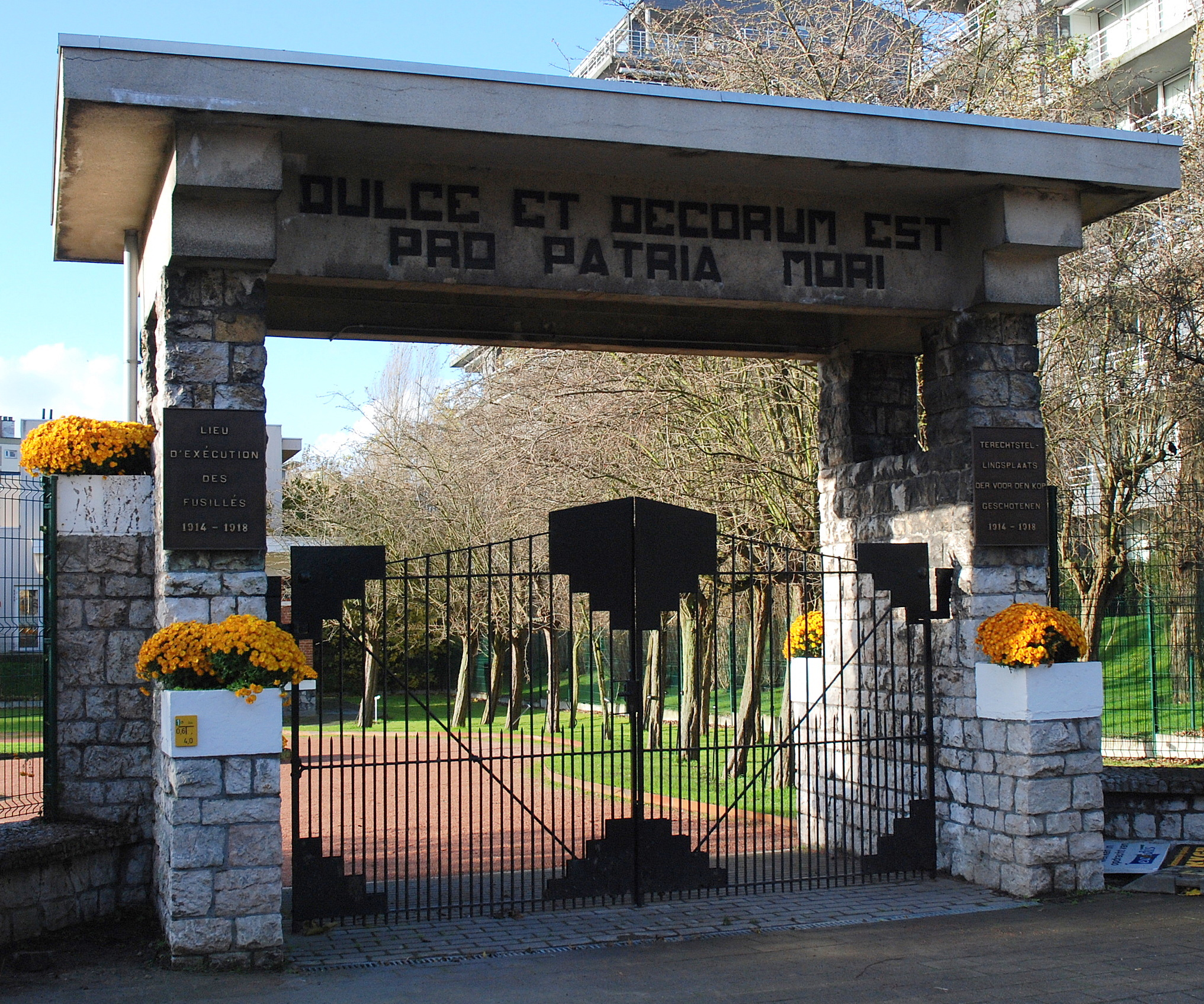
Het monument als toegangspoort tot het executieterrein

Tijdens de Eerste Wereldoorlog werd door de Duitse bezetters een reeks executies van verzetsleden uitgevoerd in Gent. Op een voormalige schietbaan langs de Offerlaan werden tijdens de oorlog 52 burgers doodgeschoten.

## Geschiedenis

### Achtergrond

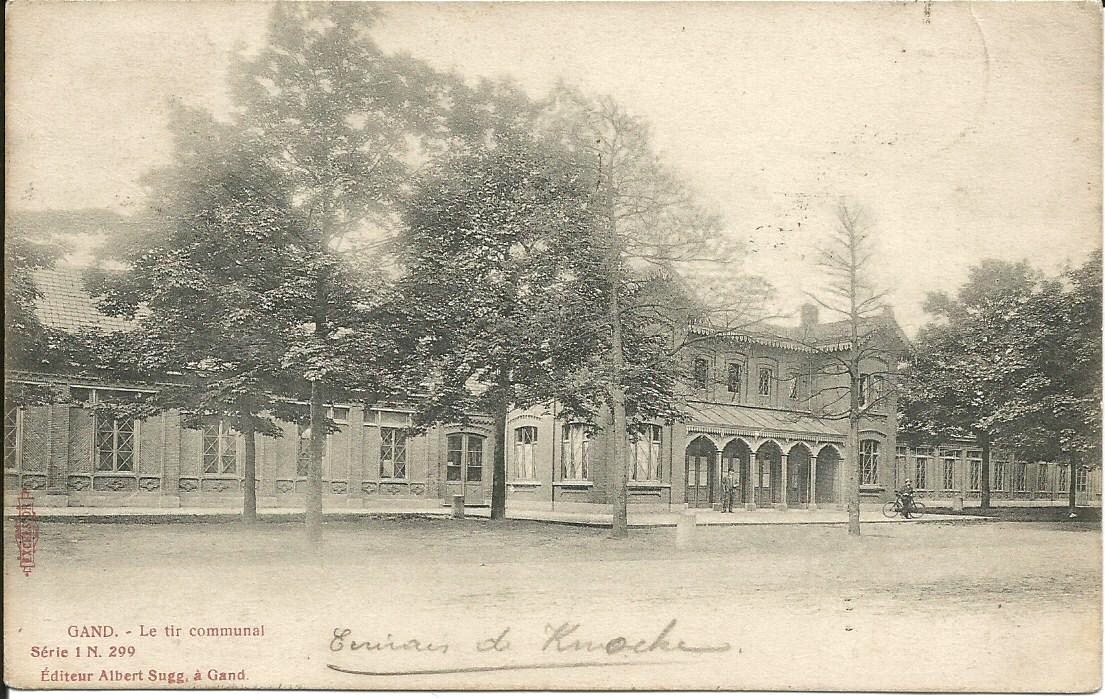
De schietbaan voor de oorlog

De burgerwacht van de Belgische stad Gent oefende op het terrein hun schiettechnieken. Deze militie, samengesteld uit burgers tussen 21 en 50 jaar oud, stond in voor de openbare orde. De schietbaan lag afgelegen, buiten de toenmalige stadskern waar er geen lawaaihinder was. De wereldtentoonstelling in 1913 wijzigde het stadsbeeld van Gent echter grondig. Nieuw waren het spoorwegstation Gent Sint-Pieters, hotels, Feestzalen zoals de Vooruit, de Wintergarten aan de Kuiperskaai werden gerenoveerd, het Flandria Palace Hotel aan het Sint-Pietersstation. Deze en andere werden door de Duitsers bezet tijdens de oorlogsjaren. Zo kreeg ook de schietbaan een andere invulling.
Tijdens de Eerste Wereldoorlog koos de Duitse keizer Wilhelm II Gent als hoofdstad van het etappegebied, het gebied juist achter het front met de ondersteunende diensten zoals hospitalen, administratie, wagenpark, onderhouds- en reparatiediensten. In het begin van de oorlog gebruiken de Duitse bezetters de schietbaan en bouwen ze rondom de schietbaan houten barakken, om militair materiaal te stockeren en het terrein af te schermen.
Twee grote verzetsdiensten opereerden in Gent: de Britse brigade DP en de dienst Pégoud. De ter dood veroordeelden in Gent behoorden meestal tot de dienst Pégoud. De naam Pégoud verwees naar de Franse stuntvlieger Adolphe Pégoud. Tijdens de wereldtentoonstelling in 1913 had hij een onuitwisbare indruk gemaakt als vliegacrobaat op de Gentenaars. Vanwege zijn moed en lef kreeg de verzetsbeweging de naam Pégoud. Alfred D’hondt was een van de belangrijkste kopstukken in de dienst Pégoud. Zijn executie vond plaats in 1917. De ontmaskering van zo’n dienst gebeurde vaak uit wraak of door verklikking.
De bezetters zagen het verzet als militairen zonder uniform. De executies dienden als afschrikwekkend voorbeeld. Het etappegebied was een bijzonder belangrijke en gevoelige zone voor het Duitse leger. Het spionageprobleem moest definitief stoppen. De bevolking zou op die manier spionage automatisch associëren met de doodstraf.

### Arrestatie en terechtstelling

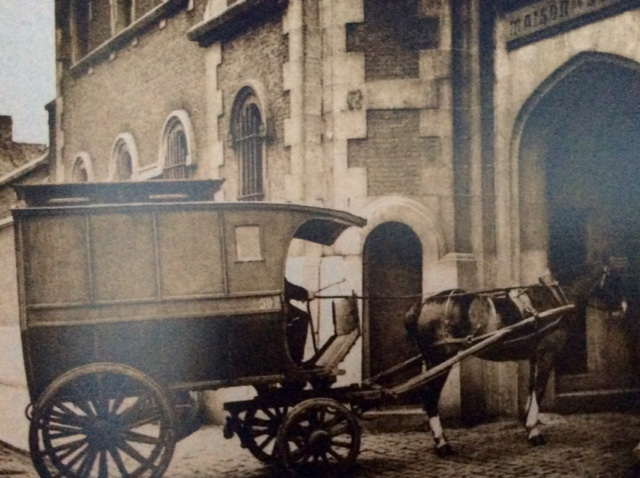
De boevenwagen bracht de veroordeelden van de Nieuwewandeling naar de executieplaats

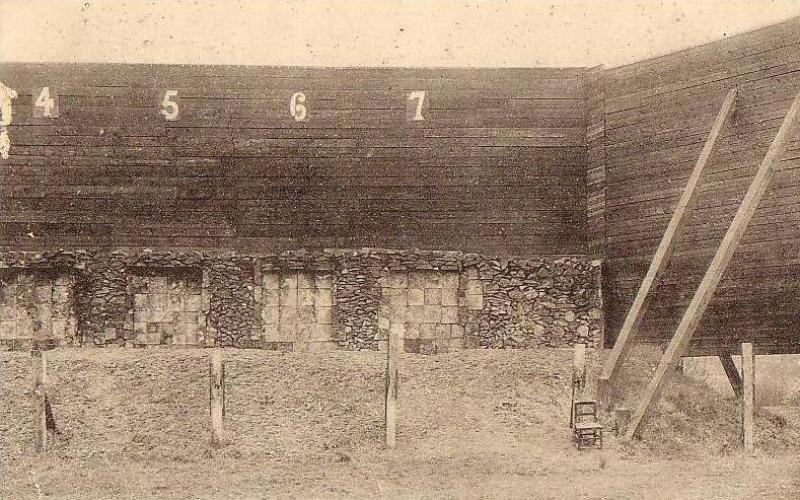
De executiepalen en een stoeltje voor Prudence (Marie De Smet)

Een aantal gearresteerden van het verzet werden opgesloten in de gevangenis de Nieuwewandeling. Na enkele dagen of maanden volgde een proces en werden ze ter dood veroordeeld. Na het proces hadden ze de kans om verzet aan te tekenen of gratie te vragen.
De executie volgde de ochtend na de uitspraak. De bekendmaking gebeurde één dag voor de executie door aanplakbrieven.
De schietbaan werd gekozen als de plaats om hen te liquideren. Vanuit de Nieuwewandeling brachten ze de veroordeelden, meestal in een groepje van vijf, met de boevenwagen naar het executieoord. Bij het binnenkomen op het executieoord zagen de veroordeelden reeds aan de ene kant de lijkwagen en aan de andere kant de lijkkist staan.
De veroordeelden kregen ter hoogte van hun hart een metalen schietschijf waarop de soldaten moesten mikken. Prudence (Marie De Smet) was slecht ter been en mocht daarom neerzitten op een stoel bij de executiepaal. Doordat ze lager zat kon de soldaat niet op haar hart schieten. Zij was de enige persoon die een kogel door het geblinddoekte hoofd kreeg.
De executie was niet openbaar om protest te voorkomen. De aalmoezenier, de krijgsauditeur die het vonnis voorlas, officieren die alles in goede banen moesten leiden en de dokter die de dood moest vaststellen waren allen Duitse staatsburgers. Duitse soldaten vormden het executiepeloton en hielden de wacht zodat er geen buitenstaanders getuigen konden zijn van de executie. De executie zelf was een gestandaardiseerde gebeurtenis.
Na de executie brachten ze de lijken naar de Westerbegraafplaats. De nabestaanden kregen de kans om de geëxecuteerde te begraven mits het voor zes uur ’s morgens en zonder veel ruchtbaarheid gebeurde.
Er mocht geen officiële begrafenis plaatsvinden.

## Geëxecuteerden

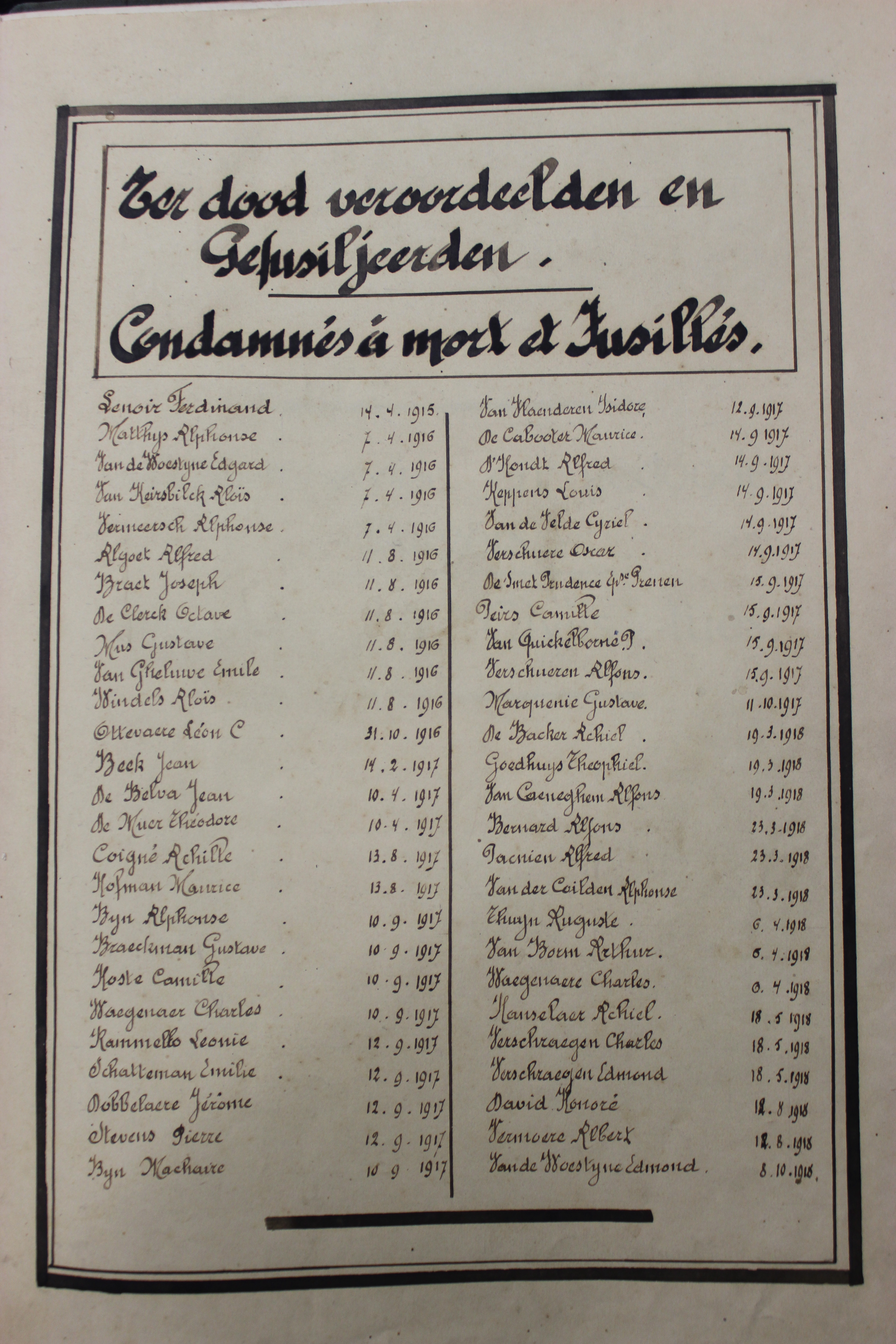
De lijst met alle namen van de geëxecuteerden

Tussen 1914 en 1918 kwamen er 52 mensen om door executie. Ferdinand Lenoir werd als eerste persoon terechtgesteld. Dit gebeurde zonder de toestemming van keizer Wilhelm II. Sindsdien eiste de keizer dat hij op de hoogte zou zijn van de executies.
Zo kreeg Graaf Joseph de Hemptinne gratie van de keizer omdat hij een adellijke titel had.
Octaaf Declerq, een priester en onderpastoor in de Sint-Pieters-buitenparochie werd wegens het vervalsen van papieren gefusilleerd op 11 augustus 1916. Het moment voor de executie kreeg de veroordeelde de kans om nog iets te zeggen. Hij zei: "ik heb maar van één ding spijt, dat ik niet meer voor mijn vaderland heb kunnen doen." In 1920 is hij herbegraven in Merelbeke.
Edmond van de Woestyne is als laatste persoon terechtgesteld en dit een maand voor het einde van de oorlog.
Van de 52 mensen zijn er drie vrouwen geëxecuteerd: Marie De Smet (Prudence) was het oudste slachtoffer en had een belangrijk aandeel in de dienst Pégoud. Ze werd geëxecuteerd op 15 september 1917. Emilie Schatteman was een van de jongste en ze werkte voor de Britse dienst DP. Op 12 september 1917 werd zij geëxecuteerd. Leonie Rammeloo was eveneens lid van de Britse dienst DP. Ook zij is op 12 september 1917 geëxecuteerd. Ze was niet onmiddellijk dood. Ze is nog tot aan de poort kunnen lopen alvorens een luitenant haar een dodelijk nekschot gaf.

### Marie De Smet (Prudence)
Marie De Smet is beter gekend als Prudence. De executie vond plaats op 15 september 1917 en ze was het oudste slachtoffer.
Sommige mensen die in het verzet zaten woonden langs de spoorweg. Zo konden zij te weten komen hoe het Duitse treinverkeer liep. De inlichtingendiensten streefden ernaar om het transport van zoveel mogelijk spoorlijnen te kunnen waarnemen. Geen enkele trein mochten ze missen. De observaties gebeurden dag en nacht. Alle gegevens werden gedetailleerd op sigarettenpapiertjes geschreven en opgerold. Vaak smokkelden vrouwen die rolletjes in hun haar en op bepaalde plaatsen gaven ze de rolletjes af.
Voor de dienst Pégoud was een van de bekendste plaatsen het café Philippine van Prudence. In haar café, gelegen aan de Dampoortstraat, kwamen veel binnenschippers langs. De mannen hingen hun hoed en jas aan de kapstok. Prudence nam hun kledingstuk en naaide aan de binnenkant de sigarettenblaadjes. Als de binnenschipper vertrok ging hij richting Terneuzen of Vlissingen en daar werd de informatie doorgegeven. Prudence had een belangrijk aandeel in de dienst Pégoud.
Prudence had een dienstmeid, Coralie Baerd. Zij was de maîtresse van een Nederlandse binnenschipper die vaak in het café van Prudence kwam voor het smokkelen van sigarettenblaadjes. Prudence, die van goede katholieke huize afkomstig is, was tegen hun relatie. Coralie Baerd kreeg de keuze om de relatie te beëindigen of ontslag. Uit wraak is ze naar de Duitse politie gegaan en heeft daar de verzetsactiviteiten verraden. Dit heeft tot de opdoeking van de dienst Pégoud geleid. Baerd werkte ook zelf mee aan de dienst Pégoud. Daarom kreeg ze niet de doodstraf maar werd ze veroordeeld tot deportatie naar Duitsland voor dwangarbeid. Na de oorlog kreeg ze door het Belgisch gerecht een veroordeling tot levenslang maar kreeg enkele jaren later gratie.

## Herdenking
Er staat een monument aan de ingang van het vroegere schietterrein waar de executies plaatsvonden, dat sinds bekendstaat als het Oord der Gefusilleerden. Op het monument is volgende tekst te lezen: "Terechtstellingsplaats der voor den kop geschotenen 1914-1918". Op het terrein staan 52 meidoorns geplant met daarvoor plaatjes met de namen van de geëxecuteerden. Het terrein is niet toegankelijk.
De locatie werd in 1939 beschermd als landschap en was daarmee het eerste beschermde landschap op Gents grondgebied.
De Martelaarslaan (deel van de R40), die vroeger ook daar Godshuizenlaan heette, kreeg na 1918 haar nieuwe naam.

## Afbeeldingen

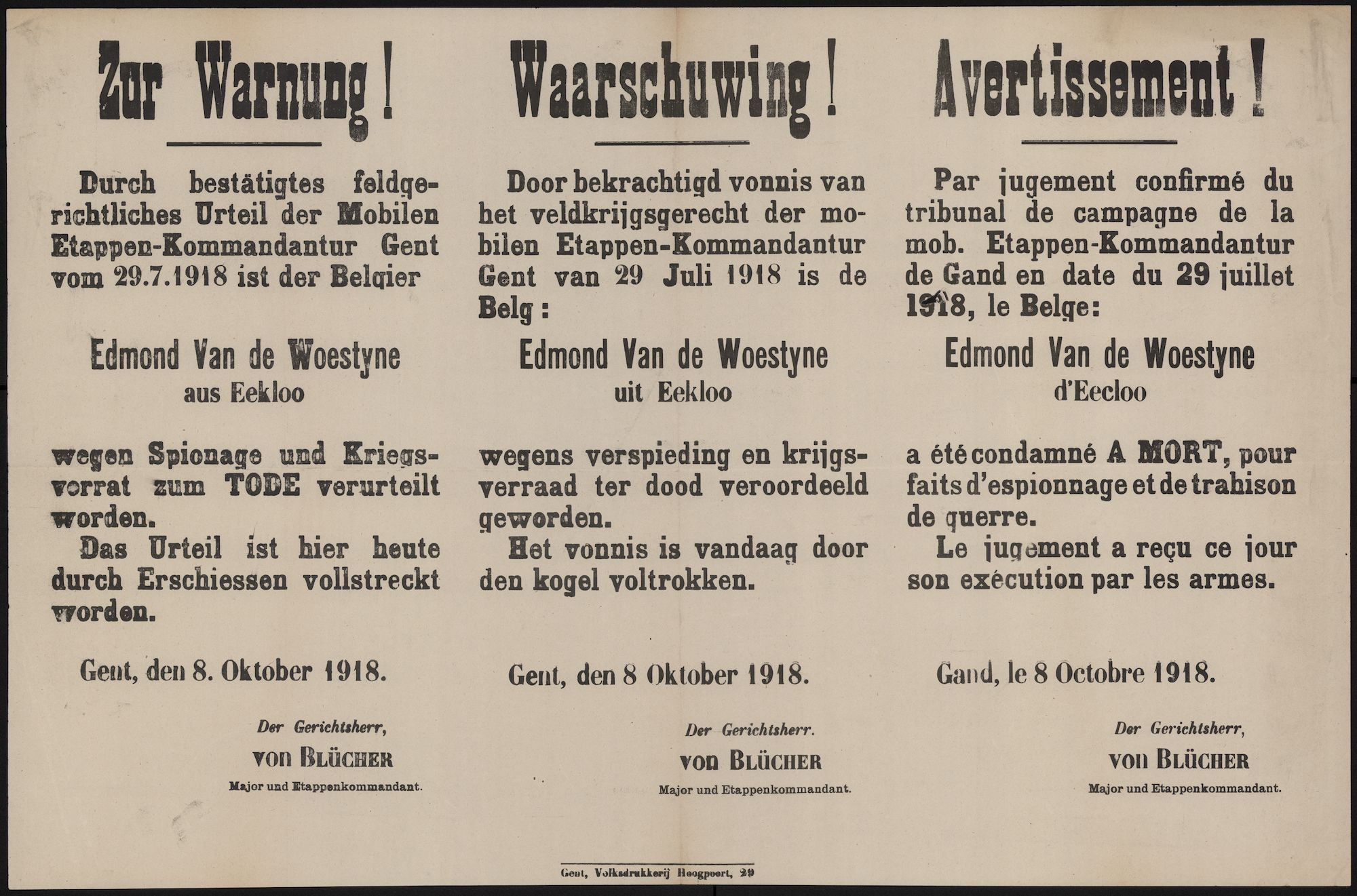
Bekendmaking van Edmond Van de Woestyne uit Eekloo, de laatste gefusilleerde
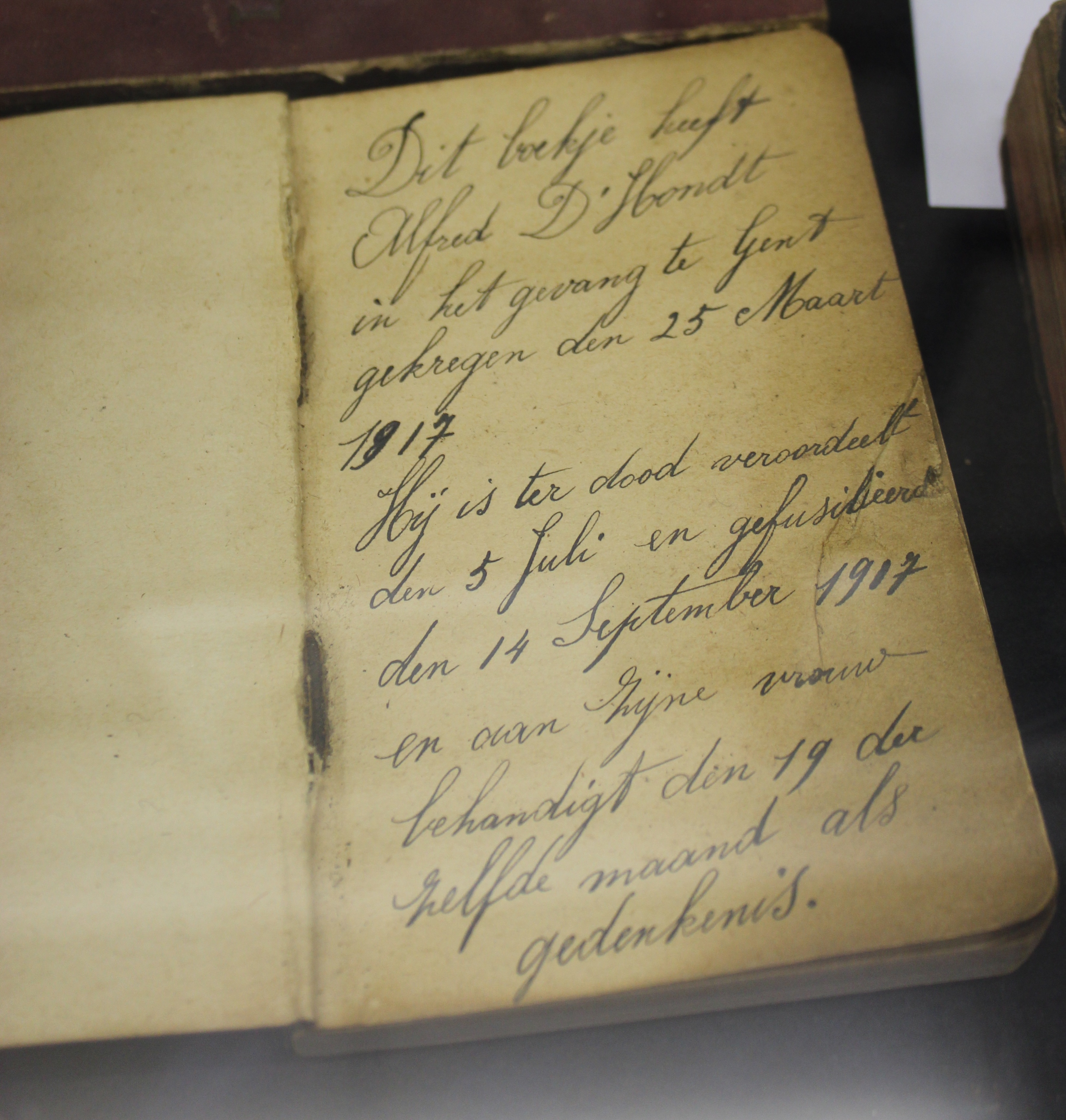
Notitieboekje van Alfred D'Hondt